# Žába (pramen)
Pramen Žába (původně nazývaný „Rudolf Liebischquelle“) je volně přístupný pramen v lesoparku na okraji města Kamenického Šenova na severu Česka v Libereckém kraji, v okrese Česká Lípa.

## Popis
Vydatný pramen Žába se nachází na okraji Kamenického Šenova. Vyvěrá v borovém lese na západním úpatí Šenovského vrchu v lesoparku, jenž těsně přiléhá k areálu bývalých přírodních lázní. V roce 1931 pramen upravil sochař Rudolf Liebisch a dle něj se též pramen původně nazýval „Rudolf Liebischquelle.“ Pramen má v mírném svahu velmi blízko sebe se nacházející dva vývěry:
- Horní prýští z tlamy kamenné žáby, která je zabudována do středu zídky tvořené z šestibokých čedičových sloupků (malé prostranství kolem zídky je lemováno zleva a zprava po jedné lavičce);
- dolní vývěr (dodatečně vytvořen až v roce 1997) vytéká z trubky, nad kterou je umístěna kamenná mužská hlava (v nadživotní velikosti) tzv. „Strážce pramene“.[2]

## Historie
Pramen „Rudolf Liebischquelle“ byl vybudován a dne 15. října 1931 slavnostně otevřen spolkem vegetariánů. Po druhé světové válce byla úprava okolí pramene Žába zničena (a rozebrána). Další devastace se odehrála koncem 60. let 20. století při výstavbě zahrádkářské kolonie poblíž pramene.
Pramen a jeho okolí bylo nově obnoveno a zrekonstruováno (po finanční sbírce občanů a daru sponzorů) místními nadšenci v roce 1997 a slavnostně otevřeno (předáno veřejnosti) dne 13. září 1997.
Autorem „hlavy žáby“ i „Strážce pramene“ je pan Petr Jelínek (rodák z nedaleké obce Prysk). Vandalismus a nekvalitní pískovcový materiál si vynutil po deseti letech rekonstrukci (obnovu) „hlavy žáby“. Novou „hlavu žáby“ (přesnou kopii té původní) zhotovil Mgr. Václav Frömmel a do horního vývěru pramene Žába byla osazena 21. října 2007.
Další celková rekonstrukce pramene Žába proběhla v období srpen 2015 až říjen 2015, spolufinancovali ji Liberecký kraj a město Kamenický Šenov a vyžádala si částku 80.000 Kč. Součástí této rekonstrukce byla i obnova hlavy žáby zhotovená Josefem Tichým. (Všechny dosavadní kopie „hlavy žáby“ jsou identické s tou, která pochází z roku 1997.)

## Galerie

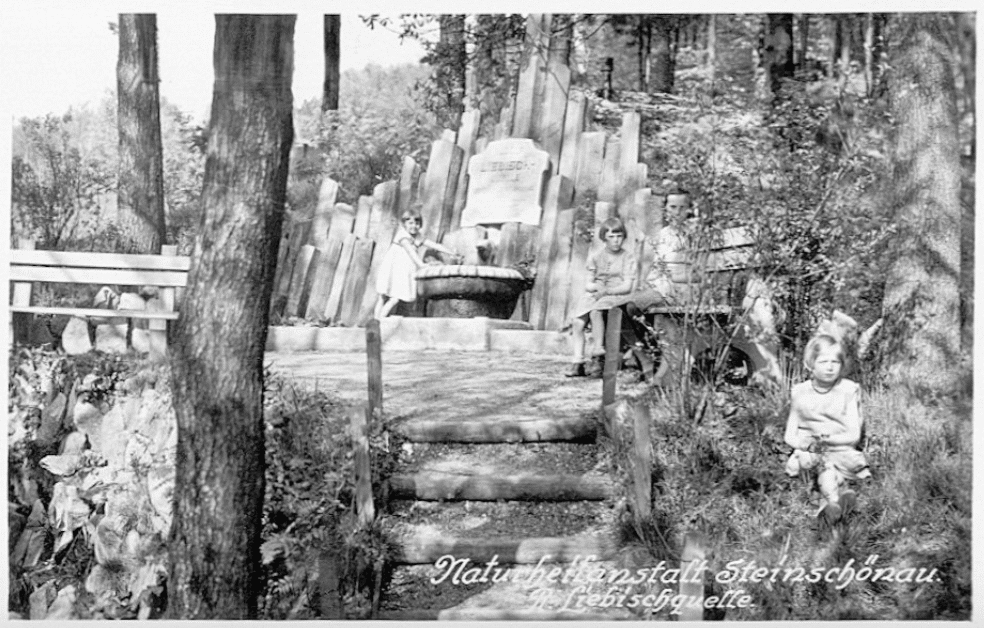
Nově upravený Liebischův pramen na dobové pohlednici z roku 1931
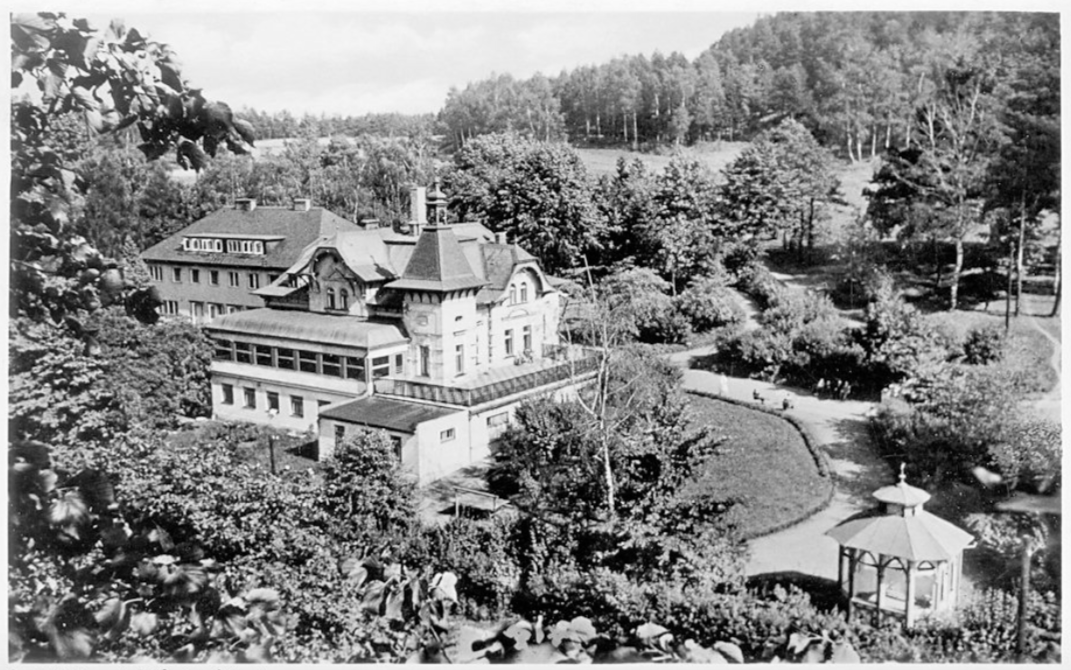
Bývalá zotavovna v těsné blízkosti pramene na dobové pohlednici z roku 1941
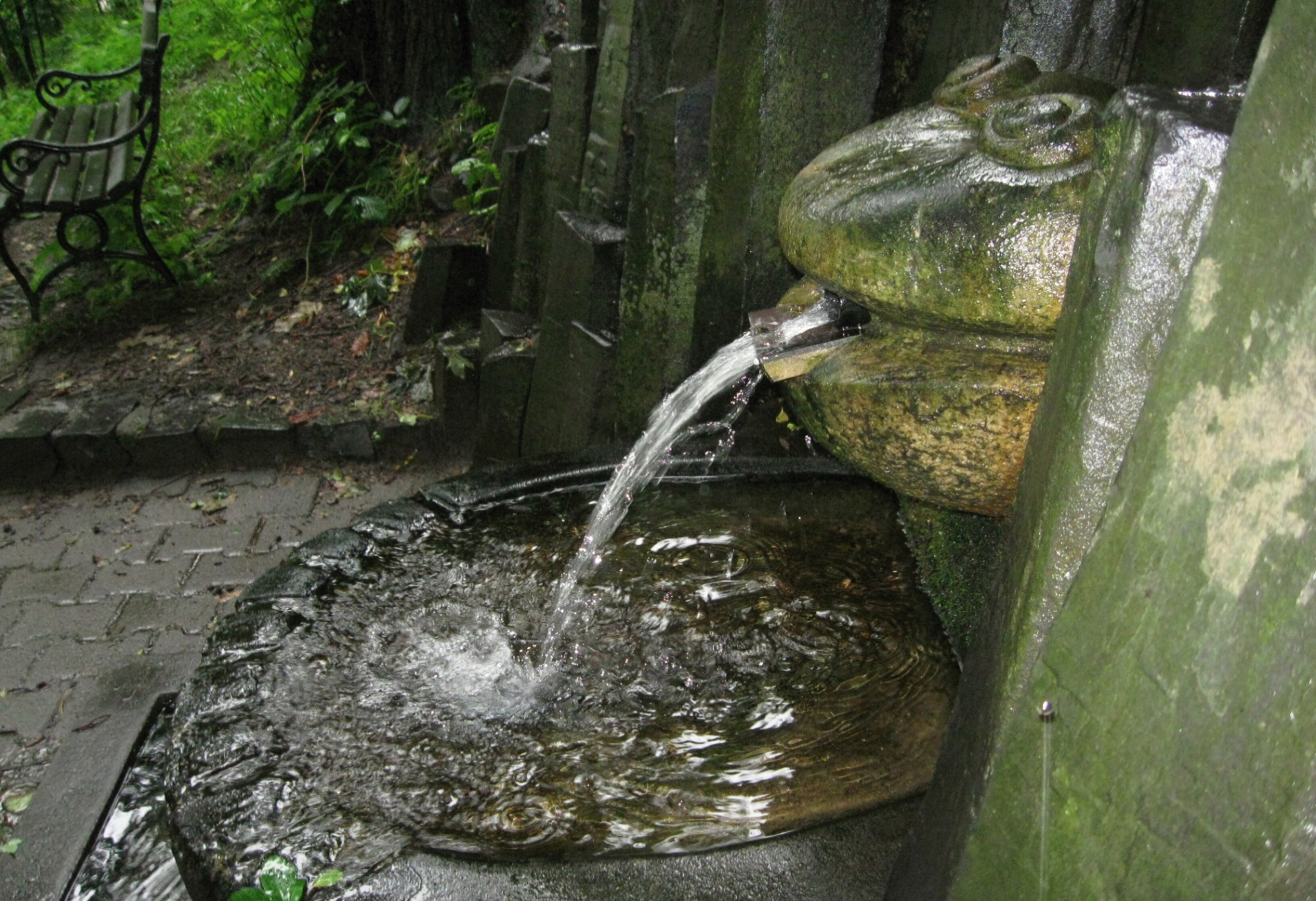
„Hlava žáby“ – detail (2011)
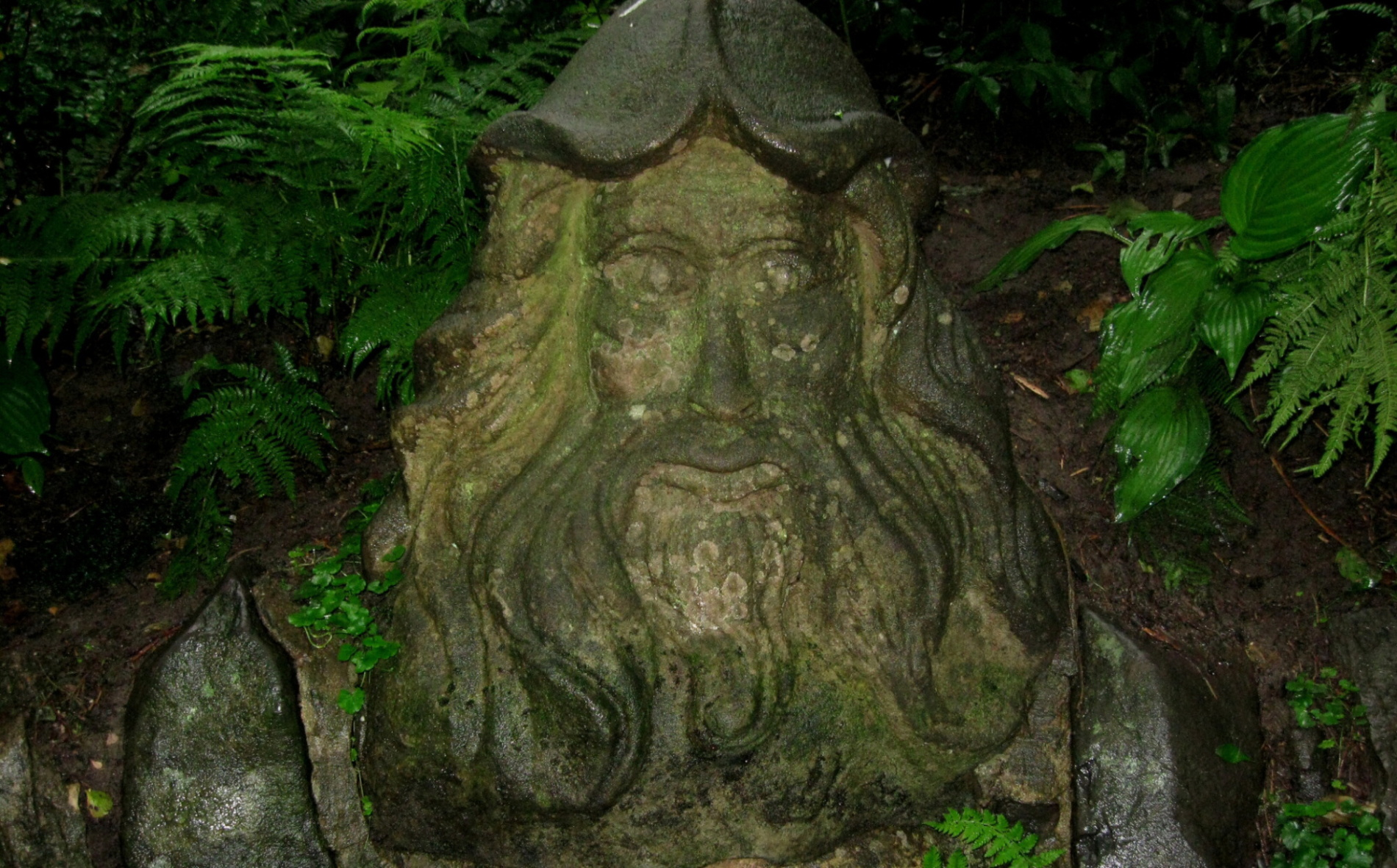
„Strážce pramene“ – detail (2011)
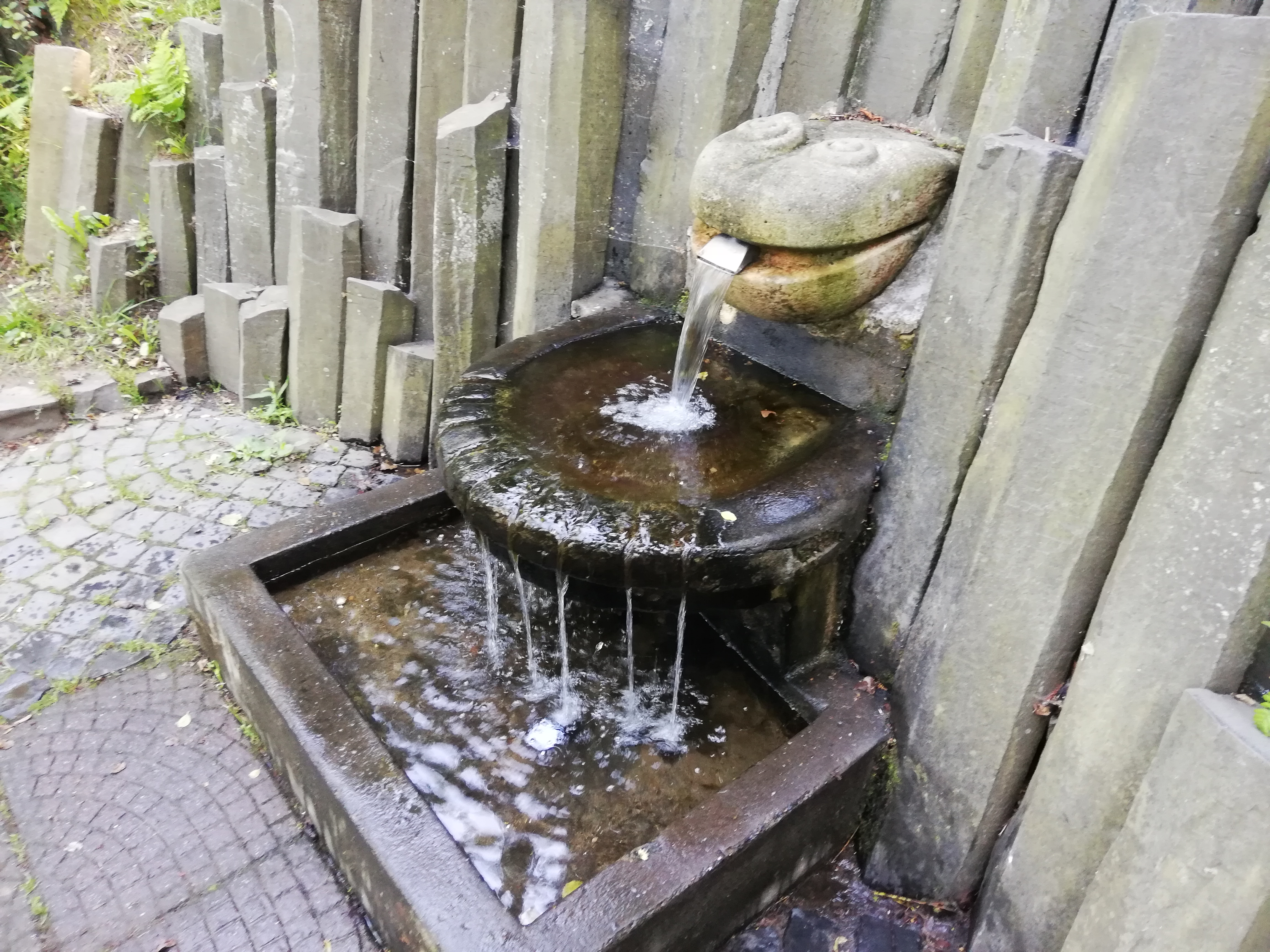
„Hlava žáby“ (2019)
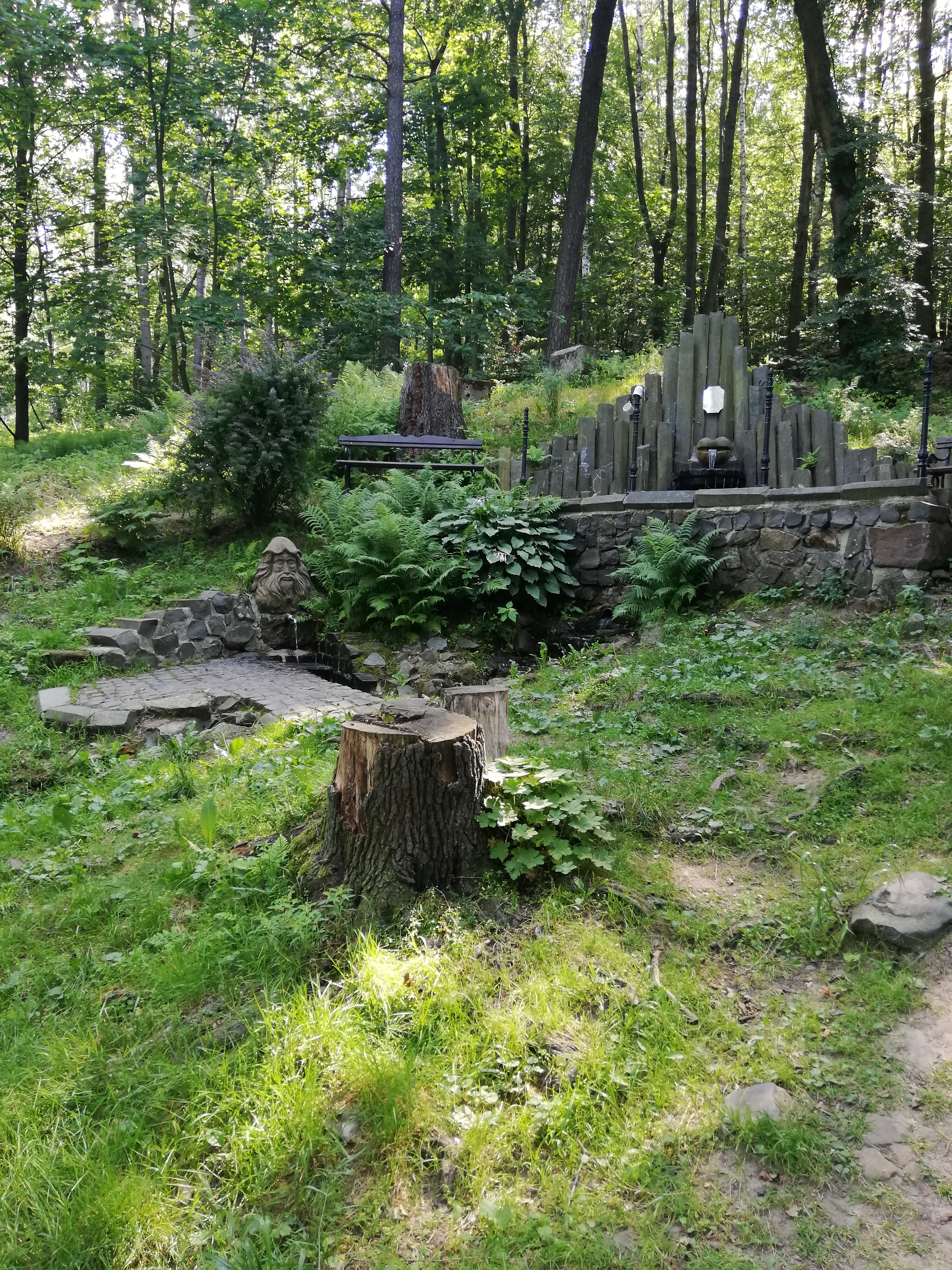
Celkový pohled (2019)
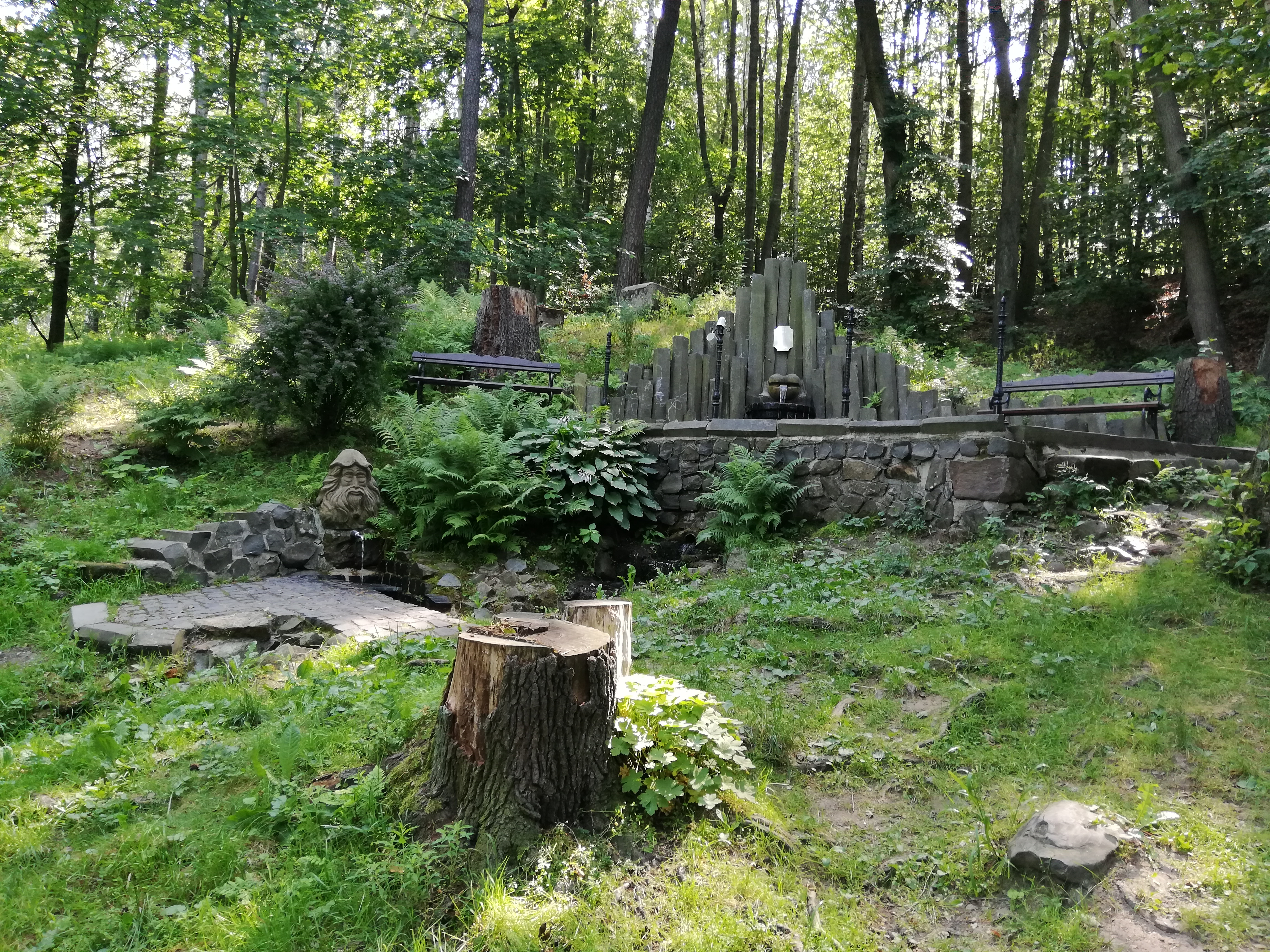
Celkový pohled (2019)
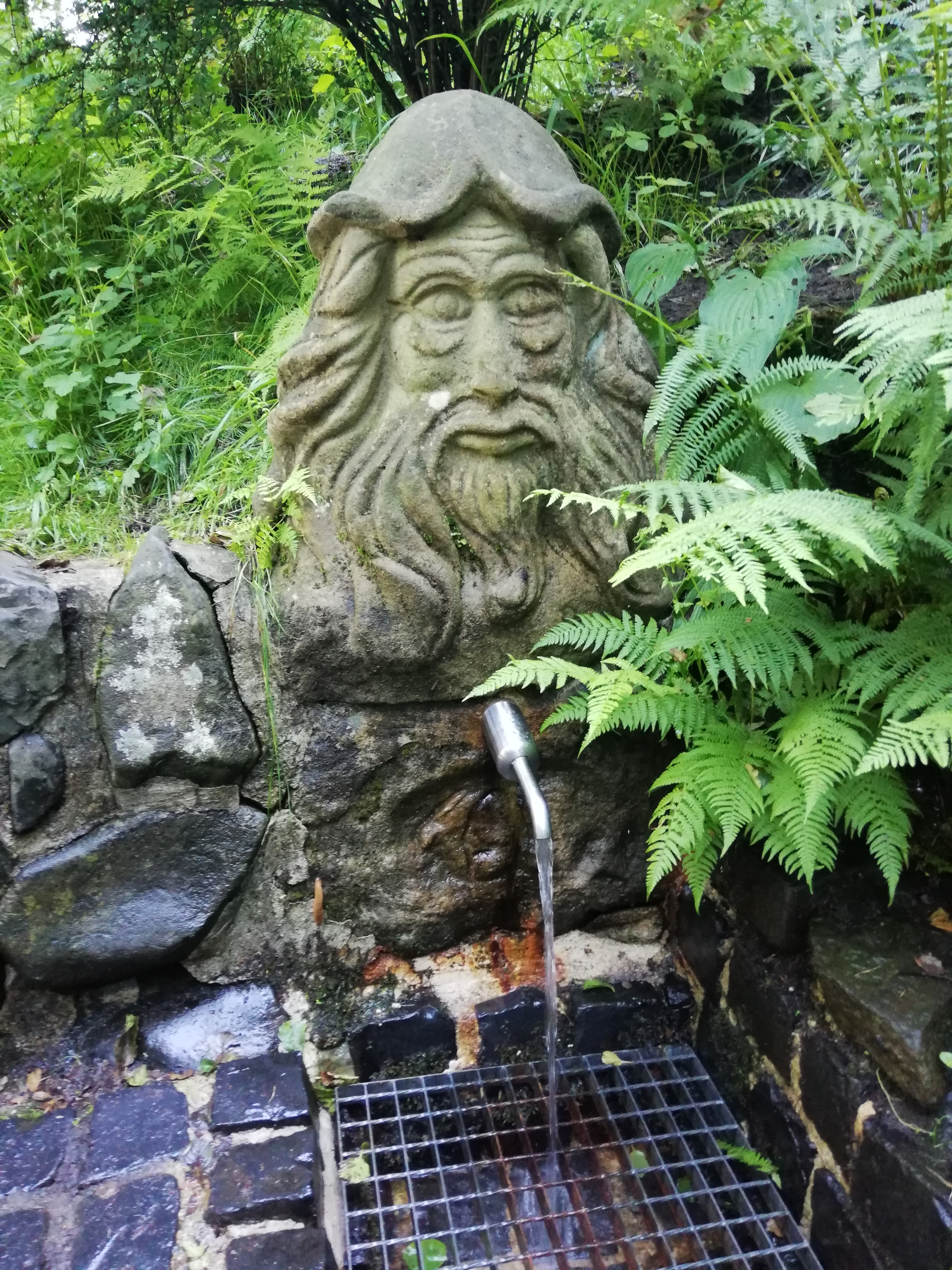
„Strážce pramene“ (2021)